# Minerva Anderling
Minerva Anderling (Engels: Minerva McGonagall) is een personage uit de Harry Potter-serie geschreven door J.K. Rowling. Ze is plaatsvervangend schoolhoofd, hoofd van de afdeling Griffoendor en lerares Transfiguratie (Gedaanteverwisselingen) op Zweinstein, waar ze begon met lesgeven in december 1956. Later zal ze ook Schoolhoofd van Zweinstein worden. Anderling beschouwt Transfiguratie als de meest complexe en moeilijke tak van de Toverkunst. In de Harry Potter films wordt de rol van Anderling gespeeld door Dame Maggie Smith. Anderling wordt in de films Fantastic Beasts: The Crimes of Grindelwald en Fantastic Beasts: The Secrets of Dumbledore gespeeld door Fiona Glascott.

## Personage
Anderling heeft (in de boeken) zwart haar. Ze draagt het in een strenge zwarte knot in haar nek. Ze draagt een smaragdgroen gewaad en kijkt altijd erg streng en 'zuinig'. Ze is volgens Rowling ongeveer 70 jaar oud. Ze draagt een bril met een rechthoekig montuur, wat duidelijk herkenbaar is wanneer ze zich transformeert in haar Faunaat-vorm, de kat. Ze lijkt een voorkeur te hebben voor stoffen met een Schotse ruit, waarschijnlijk door haar Schotse afkomst; zelfs haar nette gewaad en koektrommel hebben een ruit-patroon.
Anderling heeft, ondanks haar strenge en gereserveerde voorkomen, het beste met de leerlingen voor. Ze heeft een zwakke plek voor haar eigen afdeling (Griffoendor), en met name voor Harry Potter. Maar ze deinst er niet voor terug om punten van haar eigen afdeling af te trekken. Anderling staat ook bekend als een van de trouwste aanhangers van Albus Perkamentus, en een van de felste tegenstanders van Heer Voldemort. Ze was dan ook vanaf het allereerste begin (door fans wel 'de eerste tovenaarsoorlog' genoemd) lid van de Orde van de Feniks.
Haar voornaam verwijst naar Minerva de Romeinse godin van de wijsheid. Haar achternaam uit de originele Engelse versie (McGonagall) komt van een excentrieke Schotse dichter uit de 19e eeuw, William Topaz McGonagall. Hij werd wel beschouwd als de slechtste dichter uit de geschiedenis van de Engelse taal. De naam Anderling is bedacht door de vertaler van de Harry Potter-reeks, Wiebe Buddingh'. De naam slaat op haar vak, Gedaanteverwisselingen, en op het feit dat Anderling Faunaat is.

## Rol in de boeken
De lezers ontmoeten Anderling voor het eerst in het eerste hoofdstuk van Harry Potter en de Steen der Wijzen. Ze ontmoet daarin Perkamentus voor de deur van het huis van de oom en tante van Harry Potter, aan de Ligusterlaan nummer 4. Het wordt direct duidelijk dat Anderling een Faunaat is (een heks of tovenaar die zichzelf zonder de hulp van een toverstaf kan veranderen in een dier), omdat ze de hele dag in haar kattenvorm op het muurtje voor het huis zit te wachten. In dit hoofdstuk worden direct de karaktereigenschappen van Anderling opgesomd: haar zorgzame kant (ze is ongerust wanneer Perkamentus aangeeft dat hij van plan is Harry bij zijn enige overgebleven familieleden, de Duffelingen, achter te laten, vlak nadat hij door Voldemort is aangevallen); haar kattige, bruuske kant (ze bekritiseert een aantal mensen, waaronder Hagrid); en haar intelligentie (het is erg moeilijk om een Faunaat te worden, het duurt vaak jaren voordat iemand deze kunst beheerst).
Anderling is dol op Zwerkbal, en is vooral erg begaan met de resultaten van het team van Griffoendor. In het eerste boek zorgt ze ervoor dat Harry wordt aangesteld als Zoeker, nadat ze hem zijn eerste meters heeft zien vliegen. Normaal gesproken komen eerstejaars niet in het Zwerkbalteam, maar voor Harry's talent wordt een uitzondering gemaakt.
Anderling helpt Harry regelmatig een handje, ook al is dat soms tegen de regels en ook al is Anderling daar in het algemeen eigenlijk op tegen. Ze geeft Harry hints en waarschuwingen, zoals de waarschuwing in het vijfde jaar over het feit dat alle in- en uitgaande post wordt gelezen. In dat jaar had Anderling een overduidelijke hekel aan Dorothea Omber, de lerares Verweer Tegen De Zwarte Kunsten, en ze was een van de weinigen die niet bang voor haar was. Alle pogingen van Omber om zich met Anderlings leerlingen of zaken te bemoeien werden door een felle reactie tenietgedaan.
Anderling werd zelfs betrapt op het aanmoedigen van Foppe de Klopgeest toen hij de bouten van een kandelaar aan het losschroeven was die boven Omber hing. Ze vertelde hem dat hij de andere kant op moest draaien om ze los te krijgen. Ook leende ze hem haar wandelstok uit, om Omber Zweinstein uit te helpen werken.
Anderling is lid van de Orde van de Feniks. Dit wordt duidelijk in het vijfde boek. In dit boek waarschuwt ze Harry om Omber, die voor het Ministerie van Toverkunst werkt, niet te veel uit te dagen. Anderling en Omber kunnen elkaar niet luchten of zien, en dat wordt erger naarmate Omber meer macht overneemt op Zweinstein, en van Perkamentus en Anderling in het bijzonder. In boek vijf raakt Anderling zwaargewond wanneer ze probeert Omber en haar volgelingen tegen te werken terwijl die Hagrid met geweld proberen van Zweinstein weg te krijgen: ze wordt door vijf Verlammingsspreuken geraakt en opgenomen in St.Holisto's. Tegen het einde van het schooljaar keert Anderling terug, maar ze heeft nog een tijdje een wandelstok nodig.
Nadat Severus Sneep Professor Perkamentus vermoordde in het zesde boek, wordt Anderling plaatsvervangend Schoolhoofd. Ze wordt echter niet het nieuwe schoolhoofd van Zweinstein, zo blijkt in het zevende boek. Voldemort neemt in de zomervakantie tussen Harry's zesde en zevende jaar het Ministerie van Toverkunst over en stelt dan Severus Sneep aan als Schoolhoofd. Anderling blijft dus hoofd van Griffoendor en probeert in die hoedanigheid de leerlingen te beschermen tegen de invloed van Voldemort op Zweinstein. Wanneer Harry terugkeert naar Zweinstein om het verloren diadeem van Rowena Ravenklauw te zoeken, dat een Gruzielement is, helpt Anderling Harry door hem zo veel mogelijk tijd te geven. In de Slag om Zweinstein neemt Anderling het gezamenlijk met Romeo Wolkenveldt en Hildebrand Slakhoorn in een duel op tegen Voldemort. Wanneer Bellatrix van Detta door Molly Wemel gedood wordt, wordt Voldemort zo razend dat hij Anderling, Wolkenveldt en Slakhoorn in een keer naar achteren vaagt. Wanneer Voldemort dan Molly Wemel wil vermoorden, springt Harry Potter ertussen. Minerva Anderling overleeft daarmee de Tweede Tovenaarsoorlog.